# Hailey Baldwin
Pour les articles homonymes, voir Famille Baldwin, Baldwin et Bieber.
Hailey Rhode Bieber, née Baldwin le 22 novembre 1996 à Tucson, est une mannequin et entrepreneuse américaine. En 2025, elle revend Rhode, l'entreprise de cosmétiques qu'elle a fondée en 2022, au groupe e.l.f. Beauty pour près d'un milliard de dollars.

## Biographie
Elle naît à Tucson en Arizona, son père est l'acteur Stephen Baldwin et sa mère est la graphiste Kennya Deodato Baldwin. Elle a une sœur aînée, Alaia Baldwin. 
Son rêve de carrière est de devenir danseuse de ballet professionnelle : elle y renonce en raison d'une blessure au pied.

## Carrière

### Débuts
En 2005, à l'âge de neuf ans, Hailey Baldwin apparaît aux côtés de sa famille dans le documentaire Livin It: Unusual Suspects, et en 2009, elle fait une apparition dans un épisode de l'émission Saturday Night Live aux côtés de son oncle Alec Baldwin. En 2011, elle apparaît aux côtés du chanteur australien Cody Simpson dans le clip de la chanson On My Mind. 

### Mannequinat professionnel

#### Premiers contrats
Hailey Baldwin signe son premier contrat en tant que mannequin avec l'agence Ford Models à New York en 2014. Elle apparaît dans les magazines tels que LOVE, V et i-D,,,. Sa première campagne publicitaire est pour la marque de vêtements French Connection. En octobre 2014, elle fait ses premiers défilés pour la marque Topshop ainsi que pour la couturière Sonia Rykiel. En décembre 2014, elle participe au court métrage de LOVE Magazine pour le calendrier de l'avent.
En janvier 2015, elle est photographiée pour le magazine américain Vogue puis en mars pour Teen Vogue,. En avril, elle fait la couverture du magazine Jalouse aux côtés du mannequin Lucky Blue Smith,. Le même mois, elle fait la couverture du magazine L'Officiel version néerlandaise ainsi que la version américaine du magazine Wonderland. Elle apparaît en éditorial des magazines Miss Vogue et W,. En juillet 2015, elle est la vedette de la publicité Ralph Lauren aux côtés du chanteur australien Cody Simpson. En octobre 2015, elle défile pour la collection Printemps/Été 2016 pour les marques Tommy Hilfiger et Philipp Plein,. 

#### Croissance et diversification (2016)
2016 est une année particulièrement active. Elle joue un rôle dans le clip, Love to Love You Baby du mannequin et chanteur français Baptiste Giabiconi, reprise de la chanson de Donna Summer sortie en 1975. Elle apparaît dans une campagne pour Ralph Lauren ainsi qu'en couverture du magazine Vogue Corée,. Durant cette même période, elle pose pour le magazine Self, et tourne une publicité pour H&M qui se déroulait pendant le Festival de Coachella. En mars 2016, la mannequin signe un contrat avec l'agence IMG Models à New York. Elle apparaît en couverture du magazine américain Marie Claire qui lui donne comme titre Fresh Face et du même magazine version néerlandaise pour juillet. En juin, elle défile pour la marque Moschino avec les mannequins Miranda Kerr, Alessandra Ambrosio, Jourdan Dunn et Chanel Iman. Le même mois, elle fait ses débuts de mannequin professionnel pour la publicité de la marque Guess. En octobre, elle annonce une collaboration avec la marque de chaussures britannique Public Desire, utilisant le hashtag #PDxHB. Elle lance sa propre collection de maquillage produite par la marque australienne ModelCo quelques semaines plus tard.
Elle tourne pour une publicité de la marque Ugg aux côtés du mannequin Rosie Huntington-Whiteley. Elle apparaît aux côtés de Joan Smalls pour une capsule de vêtements signés Karl Lagerfeld, uniquement vendus en Amérique du Nord appelée « Love From Paris ». La mannequin apparaît également en couverture des magazines Glamour et Vogue Italia,,. En septembre 2016, elle participe à la New York Fashion Week, défilant pour Tommy Hilfiger, Prabal Gurung, Jeremy Scott, Tory Burch et Matty Bovan. Elle défile à la London Fashion Week pour Julien Macdonald puis à la Milan Fashion Week pour Dolce & Gabbana et enfin à la Paris Fashion Week pour Elie Saab. Elle apparaît dans la publicité de Prabal Gurung pour la collection de vêtements de sport. Plus tard, elle est révélée dans la publicité pour la nouvelle collection de la marque Guess et une publicité pour la marque australienne Sass & bide. En novembre 2016, elle fait la couverture de Harper's Bazaar Australia et Elle France,. 

#### Confirmation
Elle fait la couverture du magazine Harper's Bazaar España aux côtés du mannequin Jon Kortajarena en 2017 et de l'édition britannique du magazine Elle. Elle fait la promotion du Fyre Festival cette même année et reverse l'argent à des œuvres caritatives. En 2018, elle présente la cérémonie iHeartRadio Music Awards avec DJ Khaled.
Baldwin apparaît pour une collection de la marque Roxy appelée Sister aux côtés de Kelia Moniz. Elle apparaît également dans un article pour le V magazine. Elle est l'égérie de la marque Levi's en avril 2019. 

### Comme présentatrice et animatrice
Le 25 octobre 2015, la jeune femme présente la cérémonie télévisée des MTV Europe Music Awards à Milan, en Italie. Aux côtés du mannequin italien Bianca Balti et du rappeur anglais Tinie Tempah, elle révèle le gagnant du prix du meilleur clip, remporté par Macklemore et Ryan Lewis pour la vidéo de leur chanson Downtown,. Le 19 juin 2016, elle co-anime avec le mannequin Gigi Hadid une prestation de Shawn Mendes lors des iHeartRadio Much Music Video Awards 2016 à Toronto, au Canada. Elle anime en 2017 une émission de TBS intitulée Drop the Mic avec le rappeur Method Man, mettant en vedette quatre célébrités qui s'affrontent dans une série de battle de rap.

## Collaborations commerciales et entrepreneuriat

### Premiers projets
En 2016, Baldwin collabore avec la marque de vêtements The Daily Edited pour promouvoir une collection capsule de sacs à main étiquetée #theHAILEYedited. La même année, elle annonce une collaboration avec la marque de chaussures britannique Public Desire, et lance sa propre collection de maquillage produite par la marque australienne ModelCo.
En 2018, le mannequin dépose une demande d'enregistrement de la marque Hailey Bieber à des fins commerciales et obtient l'enregistrement de cette marque. Sa demande d'utilisation de la marque Bieber Beauty est refusée en raison du fait que Justin Bieber en est le propriétaire. Elle lance une collection de vêtements avec son mari, nommée Drew House.

### Rhode (2022)
En 2022, Bieber créée sa propre marque de maquillage, Rhode. Ciblant les générations Z et Y,, Rhode s'appuie sur la présence massive dans les réseaux sociaux de Hailey Bieber qui compte 55 millions d'abonnés sur Instagram et 15 millions sur TikTok. Poussée par un marketing valorisant les produits autant comme des soins actifs de peau que comme des articles de pur maquillage, la marque se fait notamment connaître en utilisant et communiquant sur la présence de peptides dans ses formulations. L'entreprise ne commercialise que dix références en 2025, un atout pour capter des consommateurs effrayés par la complexité du choix dans le secteur. La vente se fait exclusivement en ligne, et connaît une croissance spectaculaire depuis ses débuts : Rhode engrange 212 millions de dollars de chiffre d'affaires et double le nombre de ses clients sur l'exercice mars 2024-mars 2025,. En 2024, Rhode  ouvre des magasins ephémères en Amérique du Nord et à Londres. La même année, elle conçoit une coque pour smartphone avec un emplacement capable d'accueillir un soin de lèvres ; l'innovation connaît une notoriété virale avant d'être copiée et contribue à la croissance de la marque,. 
Rhode est rachetée en 2025 par le groupe cosmétique e.l.f. Beauty pour un montant de 800 millions à 1 milliard de dollars, dans la perspective de résultats futurs. Le groupe e.l.f y voit un relais de croissance prometteur dans une période économiquement difficile ; les marchés répondent avec enthousiasme, le cours de l'action e.l.f. à Wall Street gagnant plus de 20%. La valeur de la transaction fait comparer Rhode au rachat de Mint Mobile, dont Ryan Reynolds était co-propriétaire, par T-Mobile en 2023 (1,3 milliard de dollars), ou de Skims, de Kim Kardashian, dont la valorisation à 4 milliards de dollars reste supérieure.
En septembre 2025, les produits Rhode apparaissent dans les magasins physiques de Sephora en Amérique du Nord. Très attendu à cause du poids de Sephora (30% du marché de la beauté aux États-Unis) et de l'effet potentiel sur les ventes et sur les performances des deux entreprises, le rapprochement est accompagné par une campagne de lancement d'une ampleur historiquement inédite pour Sephora sur cette zone géographique.

## Vie privée
En 2018, la mannequin fait une apparition publique aux côtés du chanteur canadien Shawn Mendes, lors du Met Gala.  
Entre décembre 2015 et janvier 2016, elle fréquente le chanteur Justin Bieber. Ils se remettent officiellement en couple en juin 2018. Le couple se fiance en juillet et se marie en septembre 2019,. Le 10 mai 2024, elle annonce être enceinte de leur premier enfant. Le 23 août 2024, le couple annonce la naissance de leur fils, Jack Blues Bieber.

## Santé
Le 12 mars 2022, elle est hospitalisée pour des symptômes semblables à ceux d'un accident vasculaire cérébral et en sort le lendemain. Dans une vidéo de 12 minutes qu'elle publie sur sa chaîne YouTube, elle révèle qu'elle souffre d'un accident ischémique transitoire, causé par un foramen ovale perméable, et qu'elle a subi une opération chirurgicale pour réparer la malformation cardiaque. En novembre 2022, elle déclare qu'elle a un kyste ovarien « de la taille d'une pomme sur mon ovaire et [...] déjà eu des kystes de cette taille à quelques reprises ».

## Filmographie

### Cinéma
- 2018 : Ocean's 8 de Gary Ross : elle-même (caméo)

### Télévision
- 2021 : Dave de Dave Burd : elle-même (caméo)
- 2023 : Demi Lovato : A Very Demi Holiday Special : elle-même (caméo)